# Kirsten Thomson
Kirsten Thomson (Sydney, 27 settembre 1983) è un'ex nuotatrice australiana.

## Carriera
Ha fatto parte della staffetta che vinto la medaglia d'argento nella 4x200m stile libero alle Olimpiadi di Sydney 2000.

## Palmarès
- Giochi Olimpici

Sydney 2000: argento nella 4x200m stile libero.